# ブエノスアイレスのコムーナとバリオ
アルゼンチンの首都ブエノスアイレス市は、コムーナ（comuna、「共同体」という意味）と呼ばれる15の区域に分けられ、またバリオ（Barrio、「地区」という意味）と呼ばれる48の区域に分けられる。2010年の調査によるブエノスアイレス市の人口は2,891,082人である。

## 一覧

### コムーナ

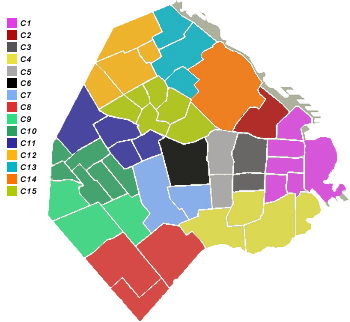
15のコムーナの区分図

コムーナは1から15までの番号で呼ばれる。
| 番号       | 内包バリオ                                                                                           |
| ---------- | --- |
| コムーナ1  | プエルト・マデーロ, サン・ニコラス, レティーロ, モンセラート, サン・テルモ, コンスティトゥシオン     |
| コムーナ2  | レコレータ                                                                                           |
| コムーナ3  | バルバネーラ, サン・クリストーバル                                                                   |
| コムーナ4  | ラ・ボカ, バラカス, パルケ・パトリシオス, ヌエバ・ポンページャ                                       |
| コムーナ5  | アルマグロ, ボエド                                                                                   |
| コムーナ6  | カバジート                                                                                           |
| コムーナ7  | フローレス, パルケ・チャカブーコ                                                                     |
| コムーナ8  | ビジャ・ソルダーティ, ビジャ・ルガーノ, ビジャ・リアチュエーロ                                       |
| コムーナ9  | パルケ・アベジャネーダ, マタデーロス, リニエルス                                                     |
| コムーナ10 | ビジャ・ルーロ, ベレス・サルスフィエルド, フロレスタ, モンテ・カストロ, ビジャ・レアル, ベルサジェス |
| コムーナ11 | ボイジャ・デボート, ビジャ・デル・パルケ, ビジャ・サンタ・リタ, ビジャ・ヘネラル・ミトレ             |
| コムーナ12 | ビジャ・プエイレドン, ビジャ・ウルキーサ, コグラン, サーベドラ                                       |
| コムーナ13 | ヌニェス, ベルグラーノ, コレヒアレス                                                                 |
| コムーナ14 | パレルモ                                                                                             |
| コムーナ15 | ビジャ・オルトゥサル, チャカリータ, ビジャ・クレスポ, ラ・パテルナル, アグロノミア, パルケ・チャス   |

### バリオ

48のバリオの区分図

| 名前                     | 面積(km²) | 人口    | コムーナ   |
| ------------------------ | --------- | ------- | ---------- |
| アグロノミア             | 2.1       | 13,963  | コムーナ15 |
| アルマグロ               | 4.1       | 128,206 | コムーナ5  |
| バルバネーラ             | 4.4       | 137,521 | コムーナ3  |
| バラカス                 | 7.6       | 73,377  | コムーナ4  |
| ベルグラーノ             | 6.8       | 126,816 | コムーナ13 |
| ボエド                   | 2.6       | 45,563  | コムーナ5  |
| カバジート               | 6.8       | 170,309 | コムーナ6  |
| チャカリータ             | 3.1       | 25,778  | コムーナ15 |
| コグラン                 | 1.3       | 18,021  | コムーナ12 |
| コレヒアレス             | 2.3       | 52,391  | コムーナ13 |
| コンスティトゥシオン     | 2.1       | 41,894  | コムーナ1  |
| フローレス               | 7.8       | 142,695 | コムーナ7  |
| フロレスタ               | 2.3       | 37,247  | コムーナ10 |
| ラ・ボカ                 | 3.1       | 43,413  | コムーナ4  |
| ラ・パテルナル           | 2.2       | 19,058  | コムーナ15 |
| リニエルス               | 4.3       | 42,083  | コムーナ9  |
| マタデーロス             | 7.3       | 62,206  | コムーナ9  |
| モンセラート             | 2.2       | 39,175  | コムーナ1  |
| モンテ・カストロ         | 2.6       | 32,782  | コムーナ10 |
| ヌエバ・ポンページャ     | 6.2       | 60,465  | コムーナ4  |
| ヌニェス                 | 4.5       | 49,019  | コムーナ13 |
| パレルモ                 | 15.9      | 225,245 | コムーナ14 |
| パルケ・アベジャネーダ   | 5.1       | 51,678  | コムーナ9  |
| パルケ・チャカブーコ     | 3.8       | 54,638  | コムーナ7  |
| パルケ・チャス           | 1.4       | 18,926  | コムーナ15 |
| パルケ・パトリシオス     | 3.7       | 37,791  | コムーナ4  |
| プエルト・マデーロ       | 2.1       | 6,629   | コムーナ1  |
| レコレータ               | 5.9       | 165,494 | コムーナ2  |
| レティーロ               | 2.8       | 38,635  | コムーナ1  |
| サーベドラ               | 5.6       | 48,956  | コムーナ12 |
| サン・クリストーバル     | 2.1       | 46,494  | コムーナ3  |
| サン・ニコラス           | 2.3       | 28,667  | コムーナ1  |
| サン・テルモ             | 1.2       | 23,198  | コムーナ1  |
| ベレス・サルスフィエルド | 2.4       | 34,084  | コムーナ10 |
| ベルサジェス             | 1.4       | 13,556  | コムーナ10 |
| ビジャ・クレスポ         | 3.6       | 83,646  | コムーナ15 |
| ビジャ・パルケ           | 3.4       | 55,502  | コムーナ11 |
| ビジャ・デボート         | 6.4       | 67,712  | コムーナ11 |
| ビジャ・ヘネラル・ミトレ | 2.2       | 34,204  | コムーナ11 |
| ビジャ・ルガーノ         | 9.0       | 108,170 | コムーナ8  |
| ビジャ・ルーロ           | 2.6       | 31,859  | コムーナ10 |
| ビジャ・オルトゥサル     | 1.8       | 21,256  | コムーナ15 |
| ビジャ・プエイレドン     | 3.3       | 38,558  | コムーナ12 |
| ビジャ・レアル           | 1.3       | 13,681  | コムーナ10 |
| ビジャ・リアチュエーロ   | 4.1       | 13,995  | コムーナ8  |
| ビジャ・サンタ・リタ     | 2.2       | 32,248  | コムーナ11 |
| ビジャ・ソルダーティ     | 8.6       | 39,477  | コムーナ8  |
| ビジャ・ウルキーサ       | 5.4       | 85,587  | コムーナ12 |

#### 非公式の地区名称
レティーロ、レコレータ、パレルモの3つのバリオからなるサンタフェ大通り周辺地区は「バリオ・ノルテ」（北地区の意味）と呼ばれる。「バリオ・スル」（南地区の意味）という名称は市南部を包含するために使用されたことがある。この名称はほとんど使用されることもなくなったが、「スル」(Sur)というタンゴ曲の歌詞の中では特にヌエバ・ポンページャやボエドを指す言葉として生きている。ホルヘ・ルイス・ボルヘスの「ザ・サウス」という短編小説では、「リバダビア大通りを渡ると南部が始まる」という古くからの金言が語られている。「アバスト」はアバスト市場（現在はショッピングモール）周辺を指して使用されることがあり、カルロス・ガルデル（タンゴ歌手）の生涯と関連付けられることが多い。この名称はバルバネーラ北西部とアルマグロ北東部を包含している。「コングレーソ」はコングレス・スクエア周辺のことであり、バルバネーラ南東部、サン・クリストバル北部、モンテセラート西部を包含する。「カタリーナス・ノルテ」はレティーロ交通センター（レティーロ駅など）や金融地区に近接する高層建築地区である。「カタリーナス・スル」は、コスメ・アルヘリッチ病院やレサーマ公園の底部など、サン・テルモ南部の低地を表す際にごく稀に使用される。
パレルモはブエノスアイレス市最大のバリオであり、公式には使用されない多くの小地区に分かれている。「パレルモ・ビエホ」はコロネル・ディアス、コルドバ、スカラブリーニ・オルティス、グエメス周辺地域に与えられた名称である。「パレルモ・チコ」「バリオ・パルケ」はパレルモでもっとも上流階級向けの地区であり、国立装飾芸術博物館、ラテンアメリカ美術館(MALBA)、富裕層や著名人の多くの邸宅（いくつかは各国大使邸宅としても使用されている）がある北東端の地区である。「パレルモ・ソーホー」はブエノスアイレス市最先端の地区であり、フリオ・コルタサル広場やその周辺を指す。「パレルモ・ハリウッド」は1990年代後半にラジオ局、テレビ局、映画プロデューサー、映像制作工房が多く立地した、パレルモ北端にある一角である。「ラス・カニータス」はアルヘンティーノ・デ・ポロ広場周辺の数ブロックを指し、流行りのバル、上品なレストラン、ナイトクラブなどがひしめき合っている。「パレルモ・クイーンズ」はパレルモ・ビエホに近いビジャ・クレスポの一部の名称として使用されることがある。「パレルモ・ビエホ」「パレルモ・チコ」以外の地区は、1990年代以降にパレルモが経たジェントリフィケーションと結び付けられて考えられている。
「パルケ・センテナリオ」は、アルマグロ、カバリート、ビジャ・クレスポの境界にあるセンテナリオ公園周辺を指して使用されることがある。フローレスの南部は沼沢地を埋め立てて造られたため、「バホ・フローレス」（フローレス低地の意味）「バニャード・デ・フローレス」（フローレス沼地の意味）という名称が使用される。ベルグラーノは「ベルグラーノC」（Commercial、ベルグラーノ商業地区）、「ベルグラーノR」（Residential、ベルグラーノ居住地区）、「バホ・ベルグラーノ」（ベルグラーノ低地）の3地区に分けられ、1990年代後半からは小規模なチャイナタウンが立地している。
アルベルト・カスティージョによって歌われた「シエン・バリオス・ポルテーニョス」（Cien barrios porteños、ブエノスアイレスの100のバリオ）というタンゴ曲は、「ブエノスアイレス市には100の地区がある」という主張の際に引き合いに出されることがある。ブエノスアイレス市郊外の地区も含めれば、この数字に達するかもしれない。